# General (Schiff, 1911)
Die General war ein Reichspostdampfer der Deutschen Ost-Afrika-Linie.

## Geschichte
Die am 13. Juli 1910 vom Stapel gelaufene General (8063 BRT, 155 Erste-, 40 Zweite-, 88 Dritte-Klasse Passagiere und ggf. noch 70 Plätze im Zwischendeck) wurde am 25. Februar 1911 abgeliefert und anschließend auf der Hauptlinie der DOAL, dem sogenannten Rund-um-Afrika-Dienst, eingesetzt.
Im Juli 1914 in Hamburg abgefahren, auch mit Fahrgästen für die „II. Landesausstellung“ in der deutschen Kolonie Deutsch-Ostafrika und mit wesentlichen Teilen für die im Bau befindliche Großfunkstation Tabora der Kolonie an Bord, lief die General wegen der Kriegsgefahr (Erster Weltkrieg) Messina an und die Besatzung half der Mittelmeerdivision beim Kohlen. Am 6. August lief die General dann Richtung Smyrna aus. Am 11. August erreichte sie Konstantinopel. Sie diente den deutschen Kreuzern Goeben und Breslau als Wohn- und Lazarettschiff.
Nach ihrer Landung in Odessa im Dezember 1918 beschlagnahmten die Franzosen die General dort und repatriierten mit ihr anfangs russische und türkische Kriegsgefangene. Mit 3000 französischen Soldaten aus Saloniki an Bord lief sie am 7. Februar 1919 an der Nordostküste von Korsika auf Grund. Der Schlepper Goliath fand sie schnell und konnte sie freischleppen.
1923 kam sie dann in den Afrikadienst der Messageries Maritimes als Azay le Rideau, fuhr aber auch nach Indochina und zu den Inseln im Indischen Ozean. 1931 erlitt sie in Marseille Schäden durch einen Brand an Bord. Im Januar 1937 erfolgte der Abbruch des Schiffes in La Seyne-sur-Mer.